# Words From the Exit Wound
Words From the Exit Wound – ósmy album death metalowej grupy Napalm Death wydany w 1998 roku przez Earache Records.

## Spis utworów
1. „The Infiltraitor” – 4:30
2. „Repression out of Uniform” – 2:53
3. „Next of Kin to Chaos” – 4:08
4. „Trio-Degradable / Affixed by Disconcern” – 4:34
5. „Cleanse Impure” – 3:14
6. „Devouring Depraved” – 3:22
7. „Ulterior Exterior” – 1:50
8. „None the Wiser?” – 4:16
9. „Clutching at Barbs” – 2:00
10. „Incendiary Incoming” – 3:08
11. „Thrown Down a Rope” – 3:25
12. „Sceptic in Perspective” – 6:57
13. „Hung” – 3:57 (Live – Bootlegged in Japan)
14. „Greed Killing” – 3:00 (Live – Bootlegged in Japan)
15. „Suffer the Children” – 4:10 (Live – Bootlegged in Japan)

## Twórcy
- Mark „Barney” Greenway – wokal
- Shane Embury – gitara basowa
- Mitch Harris – gitara, wokal
- Jesse Pintado – gitara
- Danny Herrera – perkusja